# Nguyễn Hữu Tiến (nhà cách mạng)

Nguyễn Hữu Tiến

Nguyễn Hữu Tiến (1901–1941), tên khai sinh Trương Xuân Trinh, còn gọi là "Thầy giáo Hoài" hay "Hải Đông", Xứ ủy viên Nam Kỳ là nhà cách mạng và là Đảng viên cộng sản Việt Nam. Ông được cho là tác giả của mẫu Quốc kỳ Việt Nam nhưng xung quanh nhận định này còn nhiều tranh luận.

## Tiểu sử
Ông sinh ngày 5 tháng 3 năm 1901 tại làng Lũng Xuyên huyện tổng Yên Khê huyện Duy Tiên (nay là phường Yên Bắc, thị xã Duy Tiên), tỉnh Hà Nam. Năm 1927, ông tham gia tổ chức Việt Nam Thanh niên Cách mạng Đồng chí Hội. Năm 1931 ông bị bắt và bị đưa ra nhà tù Côn Đảo. Năm 1935, ông cùng một số tù chính trị khác là Tạ Uyên, Tống Văn Trân, Vũ Công Phụ vượt ngục, trở về đất liền, hoạt động cách mạng tại Nam Bộ, sau đó được phân công phụ trách công tác tuyên truyền, in ấn tài liệu cách mạng.
Chính trong thời gian này, ông được Xứ ủy Nam Kỳ trao nhiệm vụ vẽ cờ hiệu để sử dụng trong các cuộc đấu tranh. Ông đã vẽ lá cờ có nền đỏ và ngôi sao vàng năm cánh, tượng trưng cho máu đỏ da vàng, cho dân tộc và sự đoàn kết các tầng lớp nhân dân bao gồm sỹ - nông - công - thương - binh trong đại gia đình các dân tộc Việt Nam. Mẫu cờ đã được Xứ ủy Nam Kỳ nhất trí và đã xuất hiện lần đầu tiên trong khởi nghĩa Nam Kỳ ngày 23 tháng 11 năm 1940.
Tâm huyết của tác giả khi sáng tạo ra lá cờ được khắc họa rõ nét trong bài thơ của ông:
Hỡi những ai máu đỏ da vàng
Hãy chiến đấu dưới cờ thiêng Tổ quốc
Nền cờ thắm máu đào vì nước
Sao vàng tươi, da của giống nòi
Đứng lên mau hồn nước gọi ta rồi
Hỡi sỹ - nông - công - thương - binh
Đoàn kết lại như sao vàng năm cánh.

Mẫu cờ đỏ sao vàng nguyên thủy

Tuy nhiên, ông không kịp nhìn thấy lá cờ của mình tung bay. Ngày 30 tháng 7 năm 1940, ông bị thực dân Pháp bắt giam (cùng với Nguyễn Thị Minh Khai). Khởi nghĩa Nam Kỳ thất bại, đàn áp đẫm máu và bị khủng bố rất tàn bạo. Thực dân Pháp đưa ông và nhiều yếu nhân của Đảng Cộng sản Đông Dương như Nguyễn Thị Minh Khai, Võ Văn Tần, Hà Huy Tập,... ra xử bắn ngày 28 tháng 8 năm 1941.
Lá cờ của Nguyễn Hữu Tiến đã lan rộng ra và trở thành cờ hiệu của phong trào Việt Minh. Tại Hội nghị Tân Trào chuẩn bị Tổng khởi nghĩa, Quốc dân đại hội đã nhất trí chọn lá cờ của Nguyễn Hữu Tiến làm Quốc kỳ của đất nước Việt Nam Dân chủ Cộng hòa và sau này là Quốc kỳ của nước Cộng hòa Xã hội chủ nghĩa Việt Nam.

## Tranh luận về tác giả cờ đỏ sao vàng
Theo nguồn báo Tuổi Trẻ ra năm 2006, trong công văn số 1393/VHTT-BTCM do Thứ trưởng Bộ Văn hóa - Thông tin Lưu Trần Tiêu ký ngày 18 tháng 4 năm 2001 có ghi rõ: "Tất cả các nguồn tài liệu hiện có tại Cục Lưu trữ Trung ương Đảng, tại Viện Lịch sử Đảng trực thuộc Học viện Chính trị quốc gia Hồ Chí Minh, tại Bảo tàng Cách mạng Việt Nam, Bảo tàng Hồ Chí Minh đều không có tài liệu nào chứng minh đồng chí Nguyễn Hữu Tiến là người vẽ lá cờ Tổ quốc". Có nghi vấn cho rằng ông Lê Quang Sô, nguyên Bí thư Tỉnh ủy Tiền Giang mới là tác giả. Tại hội thảo ở Tiền Giang năm 2005 của Viện Lịch sử Đảng Cộng sản Việt Nam, viện trưởng viện này cho rằng lá cờ là sản phẩm của tập thể Xứ ủy Nam Kỳ, chưa có cơ sở vững chắc kết luận cá nhân ai là tác giả.

## Nhà lưu niệm
Năm 1993, để ghi ơn Nguyễn Hữu Tiến, tỉnh Hà Nam đã cho xây dựng Nhà lưu niệm, mang tên: "Nhà lưu niệm Đồng chí Nguyễn Hữu Tiến". Hiện, nơi này do người con gái duy nhất của Nguyễn Hữu Tiến là bà Nguyễn Thị Xu trông nom.Trong căn nhà có treo một bức tranh sơn dầu vẽ cảnh Nguyễn Hữu Tiến đang ngồi vẽ lá cờ đỏ sao vàng, do cố nhạc sĩ Văn Cao vẽ.
Mộ Nguyễn Hữu Tiến hiện được an táng tại Nghĩa trang Liệt sĩ Thành phố Hồ Chí Minh (P. Long Bình, Q.9).
Ông được đặt tên cho 1 con đường ở Tân Phú, Thành phố Hồ Chí Minh.